# Воздушные Силы армии Норвегии
Воздушные Силы армии Норвегии (норв. Hærens flyvåpen) — отдельный род войск Вооружённых Сил Норвегии, существовавший с 1914 по 1944 год в составе Сухопутных войск. 10 ноября 1944 года были объединены с Воздушными Силами флота в ВВС Норвегии.

## История
Армейские военно-воздушные силы были созданы в 1912 году, их основной базой был аэродром Хьеллер, где имелся авиазавод Kjeller Flyfabrikk (известный также как Hærens Flyfabrikk — авиазавод Армии).
Королевским указом от 28 марта 1941 года для Воздушных сил Армии и Флота было основано Объединённое командование (Flygevåpnenes Felleskommando, FFK), главой которого 4 апреля того же года назначен Яльмар Рисер-Ларсен, а начальником штаба — Бьярне Оэн. Штаб-квартира на тот момент находилась в Лондоне.
В 1944 году Воздушные силы сухопутных войск и ВМФ объединены в отдельный вид — Королевские военно-воздушные силы Норвегии.

## Авиашкола ВВС армии
У армейских Воздушных Сил имелась и своя авиашкола (Hærens Flyveskole), которая была открыта в июле 1914 года; в первой учебной группе насчитывалось всего 4 курсанта. Главный инструктор — капитан Эйнар Сем-Якобсен. Последняя группа, поступившая в 1939 году, должна была окончить курс в апреле 1940 года, но помешало немецкое вторжение. Большинство курсантов смогли добраться до учебного центра Little Norway («Маленькая Норвегия») в Торонто где и завершили своё образование. Всего с 1914 по 1939/1940 гг. обучение прошли 362 человека.

## Техника и вооружение

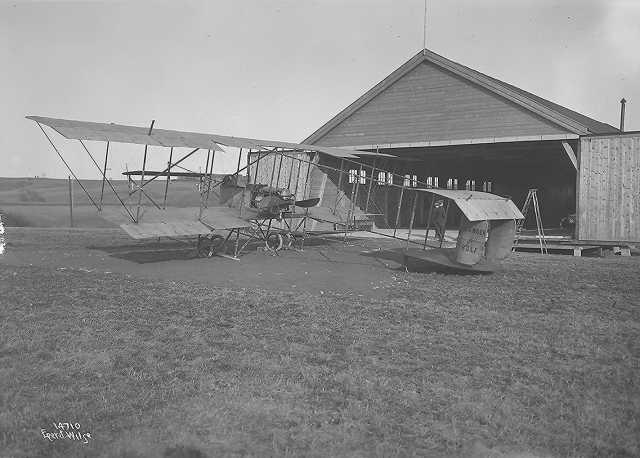
Farman MF.7 «Ganger Rolf» на аэродроме Хьеллер, 1913 год.

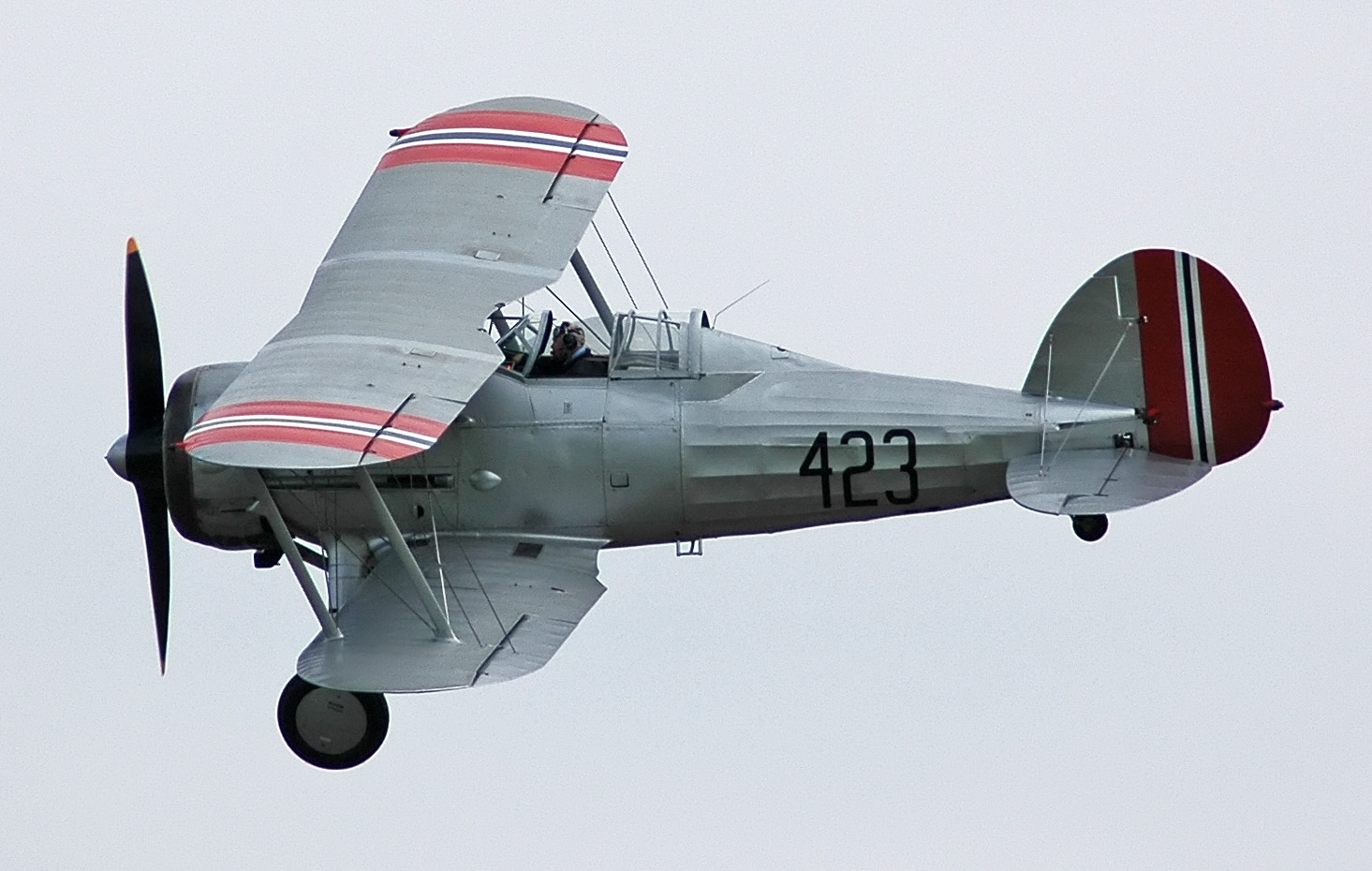
Сохранившийся Gloster Gladiator Mk.I в цветах армейских ВВС

| Тип | Количество                       | Период               | Примечания |
| Maurice Farman S.3 Longhorn                                                                                      | 3                                | 1912-1925            | Два из них, «Ganger Rolf» и «Njaal», были куплены на средства Норвежского общества воздухоплавания (Norsk Luftseiladsforening). Третий, «Olav Tryggvessøn», подарил промышленник Рагнвальд Блакстад, но с оговоркой что самолёт будет размещён в Трёнделаге. |
| Blériot XI | 1                                | 1914-1915            | «Nordsjøen» Трюгве Грана |
| Hærens Flyvemaskinfabrikk FF.1                                                                                   |                                  |                      | Хотя Эйнар Сем-Якобсен посетил во Франции Мориса Фармана, но не получил чертежей увиденного там самолета, и поэтому нарисовал F.F.1 по памяти. |
| Hærens Flyvemaskinfabrikk FF.2                                                                                   |                                  |                      | Конструкция основана на FF.1 |
| Hærens Flyvemaskinfabrikk FF.3 Hydro                                                                             | 4                                | 1917-                | На основе чертежей самолёта «Фарман», полученных Сем-Якобсеном. |
| Farman F.40 | XL II: 2 LX: 10                  | 1916-1917 1917—1922  | |
| Royal Aircraft Factory BE.2e                                                                                     | 15                               | 1917-1925            | |
| Avro 504 | 5                                | 1918-1930            | Последний из пяти самолётов, доставленный в 1922 году, был подарком Руаля Амундсена. |
| Hærens Flyvemaskinfabrikk FF.4                                                                                   | 2                                |                      | Планировалось построить 5 самолётов, но прототип не оправдал ожиданий. Усовершенствованная версия оказалась ненамного лучше, и оба F.F.4 были выведены из эксплуатации и проданы с аукциона.                                                                 |
| Hærens Flyvemaskinfabrikk FF.5 (T.1)                                                                             | T.1: 1 T.1B: 6 T.1C: 11          | 1918 1919- 1921-1924 | T.1, созданный по типу RAF BE.2e, оказался неудачным. T.1B, на базе Avro 504 был принят на вооружение, но не имел успеха. |
| Farman F.46 | 2                                | 1920-1922            | |
| Hærens Flyvemaskinfabrikk FF.6 (T.2)                                                                             | 1                                | 1921                 | Планировалось построить 5 самолётов, но после первого полёта на прототипе лётчик-испытатель от дальнейших полётов отказался. Отправлен на слом в 1922 г. |
| Bristol F.2 Fighter                                                                                              | 5                                | 1921-1930            | |
| Hærens Flyvemaskinfabrikk FF.7 Hauk                                                                              | 14                               | 1923-1929            | Лицензионный Hannover CL.V |
| Hærens Flyvemaskinfabrikk FF.8 Måke                                                                              | Måke I: 2 Måke II: 7 Måke III: 4 | -1928 1921- 1928-    | Лицензионный Hansa Brandenburg W.29: Måke I и II произведены на Norsk Aerofabrik, Måke III — на HF (HF (Hærens Flyvemaskinfabrikk, авиазавод Армии — полуофициальное название завода Kjeller)                                                                |
| Hærens Flyvemaskinfabrikk FF.9 Kaje                                                                              |                                  |                      | |
| Fokker C.V.D | 27                               | 1931-1940            | Все построены по лицензии на HF. |
| Fokker C.V.E | 20                               | 1930-1940            | Пять поставлены компанией Fokker, остальные построены по лицензии на заводе HF. |
| de Havilland DH.60 Moth                                                                                          | 13                               | 1930-1940            | Три подержанных самолёта куплены у компании de Havilland, остальные построены по лицензии на заводе HF. |
| de Havilland DH.82 Tiger Moth                                                                                    | 38                               | 1933-1940            | Все построены по лицензии HF |
| Cierva C.30A | 1                                | 1935-1936            | Получен в дар, продан через год, почти не использовался. |
| Svenska Aero J6B Jaktfalk                                                                                        | 1                                | 1932-1936            | Для конкурса на новый армейский истребитель были приобретены 1 Jaktfalk и 1 Fury. |
| Hawker Fury I | 1                                | 1933-1936            | |
| Armstrong Whitworth AW35 Scimitar                                                                                | 4                                | 1936-1940            | На заводе HF планировалось построить по лицензии 40 машин, но проект был заморожен, когда ВВС не выбрали Scimitar в качестве истребителя |
| Gloster Gladiator                                                                                                | Mk.I: 6 Mk.II: 6                 | 1937-1940 1940       | |
| Caproni Ca.310                                                                                                   | 4                                | 1938-1940            | Куплены на выручку от торговли сельдью. Дополнительно были заказаны 2 Ca.312 но к моменту, когда они были готовы к поставке, Норвегия уже была оккупирована                                                                                                  |
| Curtiss 75A-6 | 19                               | 1940                 | 19 из 24 заказанных самолетов были поставлены до оккупации, большинство находилось в разобранном состоянии. Судно, перевозившее последние 5 самолётов, доставило их в Великобританию.                                                                        |
| Вторая мировая война: «Маленькая Норвегия», норвежские эскадрильи в британских Королевских ВВС и Stockholmsruten |                                  |                      | |
| Hawker Hurricane                                                                                                 |                                  | 1941                 | 331-я эскадрилья RAF |
| Supermarine Spitfire                                                                                             |                                  | 1941-1944            | 331-я и 332-я эскадрильи |
| Auster AOP.1 | 9                                | 1944                 | 132-е (норвежское) авиакрыло (331-я и 332-я эскадрильи) |
| Fairchild PT-19/PT-26 Cornell                                                                                    |                                  |                      | учебный центр Little Norway |
| Curtiss 75A-8 | 36                               |                      | Little Norway |
| Douglas 8A-5 | 36                               |                      | Little Norway |
| Interstate Cadet                                                                                                 | 2                                |                      | Little Norway |
| Lockheed Lodestar                                                                                                |                                  |                      | Stockholmsruten |

## Опознавательные знаки
| Опознавательный знак | Знак на фюзеляж | Знак на киль | Когда использовался | Порядок нанесения |
| -------------------- | --------------- | ------------ | ------------------- | ----------------- |
|                      | нет             |              | до 1940 года        |                   |
|                      |                 |              | 1940 — 1945         |                   |